# Augsburg Airways
Augsburg Airways (mã IATA = IQ, mã ICAO = AUB) là hãng hàng không cửa Đức, trụ sở ở Augsburg. Hãng là thành viên của Liên minh Lufthansa Regional và bay cho Lufthansa. Căn cứ chính của hãng ở Sân bay quốc tế München.

## Lịch sử

### Những năm đầu
Hãng được thành lập năm 1980 và bắt đầu hoạt động từ năm 1986, dưới tên "Interot Airways" bằng tuyến đường từ Augsburg tới Düsseldorf. Năm 1993 hãng chở khách cho các hãng du lịch tới các điểm nghỉ ở châu Âu và năm 1994 thêm tuyến đường quốc tế tới Florence (Ý). Năm 1996 hãng bắt đầu cộng tác với Lufthansa và đổi tên thành Augsburg Airways. Từ 1.6.2002, hoạt động của hãng được cơ cấu lại và năm 2003 hãng trở thành thành viên của Liên minh Lufthansa Regional. Augsburg Airways được Cirrus Airlines mua và trở thành thành viên của Cirrus Group.

### Hợp tác với Lufthansa
Đến năm 2000, Air Littoral, Cimber Air, Contact Air và Rheintalflug đã gia nhập đội Lufthansa,và Augsburg Airways vận hành một mạng lưới gồm 30 điểm đến trong nước và châu Âu bao gồm Bayreuth, Elba, Frankfurt, London, Newcastle, Paderborn, Prague và Strasbourg. Vào ngày 1 tháng 6 năm 2002, Augsburg Airways chấm dứt các tuyến đường cuối cùng từ Sân bay Augsburg, và chuyển giao quyền kiểm soát các hoạt động lên lịch trình, bán hàng và tiếp thị cho Lufthansa, được coi là "cần thiết cho sự tồn tại của hãng." Các tuyến đường từ Sân bay Augsburg nơi tiếp quản một thời gian ngắn bởi Denim Airways. Năm 2004, Lufthansa tổ chức lại các đối tác nhượng quyền khu vực dưới thương hiệu Lufthansa Regional, trong đó Augsburg Airways trở thành thành viên cùng với Air Dolomiti, Contact Air, Eurowings và Lufthansa CityLine.
Cùng năm đó, Augsburg Airways được mua lại bởi Cirrus Group (chủ sở hữu của Cirrus Airlines), được tái cơ cấu thành Aton GmbH vào năm 2008, và hãng hàng không này sau đó đã chuyển trụ sở chính đến Hallbergmoos. Năm 2009, Embraer E-Jet gia nhập đội bay, loại máy bay chở khách phản lực duy nhất do Augsburg Airways khai thác. Năm 2000, việc mua Bombardier CRJ200, Embraer ERJ 135 hoặc Fairchild Dornier 328JET đã được xem xét, nhưng không có đơn đặt hàng nào được đặt.

### Chấm dứt
Vào ngày 26 tháng 10 năm 2012, Lufthansa thông báo rằng họ sẽ chấm dứt hợp đồng với Augsburg Airways (khi đó đã phục vụ 35 điểm đến từ Sân bay Munich với đội bay gồm 15 máy bay) vào cuối mùa hè năm 2013. Theo cách tương tự, sự hợp tác với Contact Air đã kết thúc một năm trước đó. Chuyến bay cuối cùng của Augsburg Airways dưới thương hiệu Lufthansa Regional diễn ra vào ngày 26 tháng 10 năm 2013 và công ty với 450 nhân viên sau đó đã ngừng hoạt động vào ngày 31 tháng 10. Do đó, đội tàu Embraer của hãng đã được chuyển sang Lufthansa CityLine, trong khi đội tàu Bombardier Q400 được trả lại cho bên cho thuê và được cất giữ tại Sân bay Maastricht.

## Đội máy bay
(Tháng 6/2009):
- 3 Bombardier Dash 8 Q300
- 9 Bombardier Dash 8 Q400
- 1 Embraer 195LR

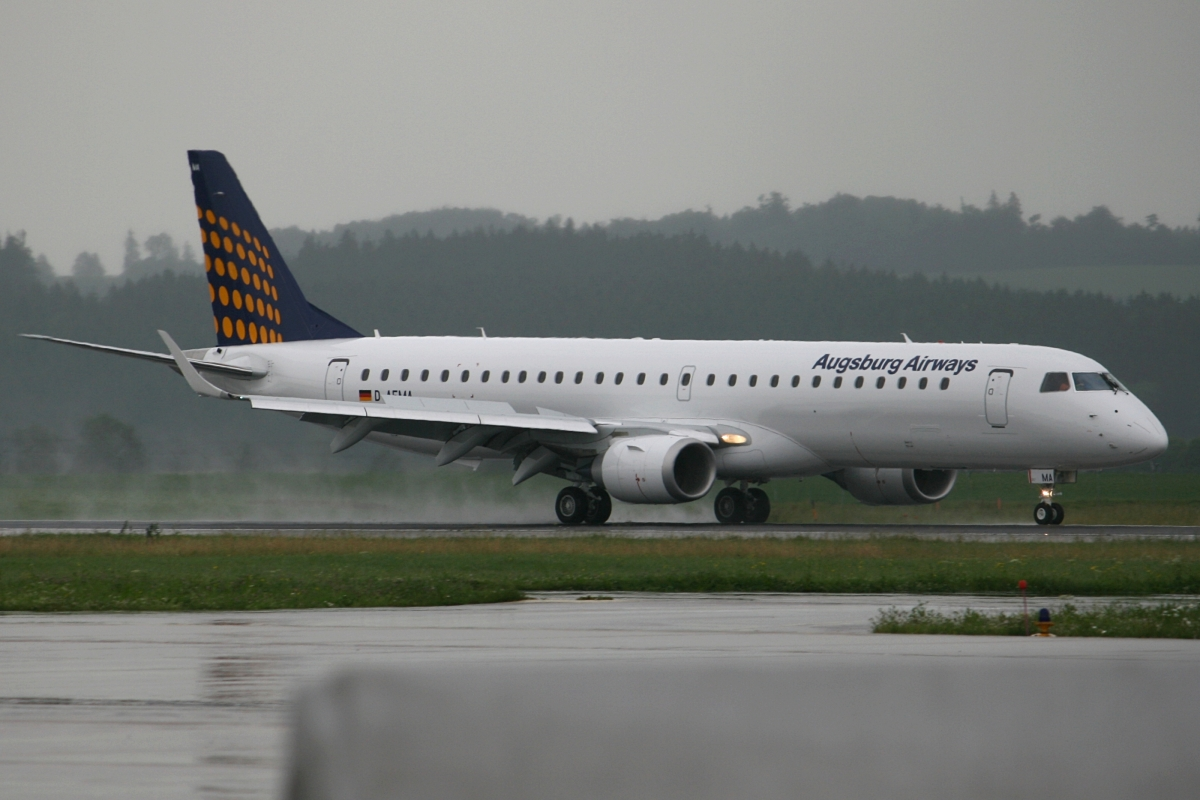
Augsburg Airways Embraer 195

Tính tới tháng 8/2008, tuổi trung bình các máy bay của Augsburg Airways là 8.1 năm.().